# Ignacy Weinfeld

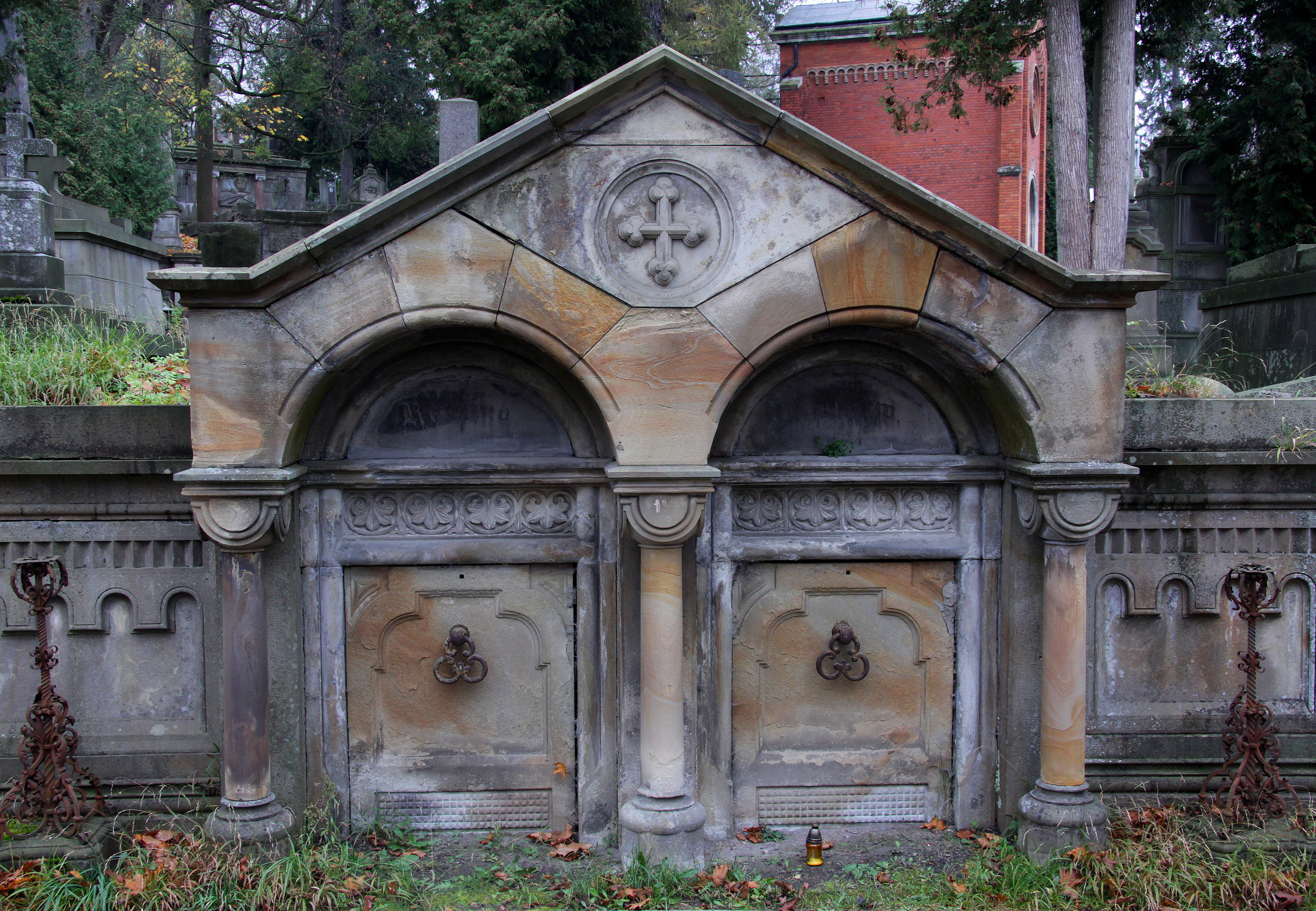
Miejsce spoczynku I. Weinfelda w grobowcu Kleinów

Ignacy Weinfeld (ur. 22 grudnia 1877 w Tarnowie, zm. 12 marca 1939 w Warszawie) – polski prawnik, profesor i urzędnik, kierownik resortu skarbu w listopadzie 1920, wicedyrektor GUS, adwokat.
Pochodził z rodziny mieszczańskiej. Studiował na Uniwersytecie Jagiellońskim, uniwersytetach w Getyndze, Erlangen i  Wiedniu. Na Uniwersytecie Jagiellońskim uzyskał doktorat z prawa. W latach 1907–1918 radca Prokuratorii Skarbowej we Lwowie. W 1916 r. habilitował się z prawa skarbowego i skarbowości na Wydziale Prawa Uniwersytetu Lwowskiego, gdzie wykładał skarbowość od 1916 do 1939 r..
W styczniu 1919 został szefem Wydziału Skarbowego Komisji Rządzącej dla Galicji, Śląska Cieszyńskiego, Orawy i Spisza, następnie komisarzem likwidacyjnym dla Małopolski. W latach 1920–1922 był podsekretarzem stanu w resorcie skarbu, a w dniach 25-26 listopada 1920 był tymczasowym kierownikiem tegoż resortu w rządzie Wincentego Witosa. W latach 1922–1924 był wicedyrektorem Głównego Urzędu Statystycznego. W latach 1924–1926 prezes Izby Skarbowej we Lwowie. Od 1926 prowadził w Warszawie własną kancelarię adwokacką.
Długoletni profesor Szkoły Nauk Politycznych w Warszawie, wykładał politykę skarbową, docent Uniwersytetu Jana Kazimierza we Lwowie, autor licznych publikacji z zakresu skarbowości.
Zmarł 12 marca 1939 roku. Został pochowany w grobowcu Kleinów na Cmentarzu Łyczakowskim we Lwowie (pole 1A).

## Odznaczenia
31 grudnia 1923 odznaczony Krzyżem Komandorskim Orderu Odrodzenia Polski.